# Tour della nazionale maschile di rugby a 15 della Nuova Zelanda 1972-1973
(Cliff Morgan, commentando la meta di Gareth Edwards per i Barbarians contro la Nuova Zelanda)
Negli altri incontri, da segnalare la sconfitta con la Francia e soprattutto con i Barbarians in una storica partita, in cui Gareth Edwards realizza, al termine di un'azione corale, quella che fu considerata la “più bella meta di tutti i tempi”.

## Il Bilancio
(tra parentesi i test match)
- Giocate: 32 (5)
- Vinte: 25 (3)
- Pareggiate: 2 (1)
- Perse: 5 (1)

## Risultati

### I test match
| Arbitro: | R.F. Johnson |

|             |      |           |
| Bevan       | mt   | Murdoch   |
| Bennett (4) | c.p. | Karam (5) |

| Arbitro: | Georges Domercq |

|            |      |                    |
|            | mt   | Batty Going Wyllie |
|            | tr   | Karam              |
| Irvine (2) | c.p. |                    |
| McGeechan  | drop |                    |

| Arbitro: | Jake Young |

|  |      |             |
|  | mt   | Kirkpatrick |
|  | tr   | Karam       |
|  | c.p. | B. Williams |

| Arbitro: | Meirion Joseph |

|        |      |              |
| Grace  | mt   | Going Wyllie |
|        | tr   | Karam        |
| McGann | c.p. |              |

| Arbitro: | Patrick d'Arcy |

|                      |      |           |
| Bertranne C. Dourthe | mt   |           |
| Romeu                | tr   |           |
| Romeu                | c.p. | Karam (2) |

### Il match con i Barbarians
| Arbitro: | Georges Domercq |

|                                                             |      |                |
| G. Edwards 2’ F. Slattery 36’ J. Bevan 39’ JPR Williams 73’ | mt   | 48’, 69’ Batty |
| Bennett 36’, 73’                                            | tr   |                |
| Bennett 31’                                                 | c.p. | 45’ Karam      |

### Gli altri incontri
| Vancouver 19 ottobre 1972, ore 16 PST | Columbia Britannica | 3 – 31 | Nuova Zelanda XV | Brockton Oval (5 000 spett.) |

| New York 21 ottobre 1972 | N.Y. Metropolitan | 9 – 41 | Nuova Zelanda XV | Downing Stadium (3 500 spett.) |

| Gloucester 28 ottobre 1972, ore 15 GMT | Western Counties | 12 – 39 | Nuova Zelanda XV | Stadio di Kingsholm (16 000 spett.)\| Arbitro: \| D.P. D'Arcy \| |
| Arbitro:                               | D.P. D'Arcy      |         |                  |                                                                  |

| Llanelli 31 ottobre 1972, ore 15 GMT | Llanelli      | 9 – 3 | Nuova Zelanda XV | Stradey Park (22 000 spett.)\| Arbitro: \| M.H. Titcombe \| |
| Arbitro:                             | M.H. Titcombe |       |                  |                                                             |

| Cardiff 4 novembre 1972, ore 15 GMT | Cardiff RFC | 4 – 20 | Nuova Zelanda XV | Arms Park (50 000 spett.)\| Arbitro: \| J. Young \| |
| Arbitro:                            | J. Young    |        |                  |                                                     |

| Cambridge 8 novembre 1972, ore 14:30 GMT | Univ. di Cambridge | 3 – 34 | Nuova Zelanda XV | Grange Road (9 000 spett.) |

| Londra 11 novembre 1972 | London Counties | 3 – 24 | Nuova Zelanda XV | Twickenham (33 000 spett.) |

| Dublino 15 novembre 1972 | Leinster | 9 – 17 | Nuova Zelanda XV | Lansdowne Road (25 000 spett.) |

| Belfast 18 novembre 1972, ore 14:30 GMT | Ulster | 6 – 19 | Nuova Zelanda XV | Ravenhill (25 000 spett.) |

| Allerdale 22 novembre 1972 | North-Western Counties | 16 – 14 | Nuova Zelanda XV | Ellis Sports Ground (12 000 spett.) |

| Hawick 25 novembre 1972, ore 14:30 GMT | Scottish Districts | 6 – 26 | Nuova Zelanda XV | Mansfield Park (12 000 spett.) |

| Ebbw Vale 28 novembre 1972, ore 14:30 GMT | Gwent | 7 – 16 | Nuova Zelanda XV | Welfare Sports Ground (20 000 spett.) |

| Birmingham 5 dicembre 1972, ore 14:30 GMT | Midland Counties (West) | 16 – 8 | Nuova Zelanda XV | The Reddings\| Arbitro: \| Ron Lewis \| |
| Arbitro:                                  | Ron Lewis               |        |                  |                                         |

| Bradford 9 dicembre 1972 | North-Eastern Counties | 3 – 9 | Nuova Zelanda XV | Lidget Green |

| Glasgow 12 dicembre 1972, ore 14:15 GMT | Glasgow-Edimburgo | 10 – 16 | Nuova Zelanda XV | Hughenden |

| Oxford 20 dicembre 1972, ore 14:15 GMT                                                                                | Southern Counties | 6 – 23 referto           | Nuova Zelanda XV | Iffley Road (8 000 spett.) |
| \| \| \| \| \| Cadle \| mt \| Haden Williams (2) Hales \| \| Llewellyn \| tr \| Morris (2) \| \| \| c.p. \| Morris \| |                   |                          |                  |                            |
| |                   |                          |                  |                            |
| Cadle | mt                | Haden Williams (2) Hales |                  |                            |
| Llewellyn | tr                | Morris (2)               |                  |                            |
| | c.p.              | Morris                   |                  |                            |

| Londra 26 dicembre 1972, ore 14:15 GMT | Combined Services | 10 – 31 | Nuova Zelanda XV | Twickenham (15 000 spett.) |

| Cardiff 30 dicembre 1972, ore 14:15 GMT | East Glamorgan | 9 – 20 | Nuova Zelanda XV | Arms Park |

| Redruth 2 gennaio 1973 | South-Western Counties | 7 – 30 | Nuova Zelanda XV | Recreation Ground (16 000 spett.) |

| Newport 10 gennaio 1973 | Newport | 15 – 20 | Nuova Zelanda XV | Rodney Parade |

| Leicester 13 gennaio 1973 | East Midlands | 12 – 43 | Nuova Zelanda XV | Welford Road |

| Cork 16 gennaio 1973 | Munster | 3 – 3 | Nuova Zelanda XV | Mardyke Ground |

| Neath 24 gennaio 1973, ore 14:30 GMT | Neath & Aberavon | 3 – 43 | Nuova Zelanda XV | The Gnoll |

| Tarbes 31 gennaio 1973 | Selection de Sud-Ouest | 3 – 12 | Nuova Zelanda XV | Stadio Maurice Trélut |

| Lione 3 febbraio 1973 | XV de France | 8 – 23 | Nuova Zelanda XV | Stade Municipal |

| Clermont-Ferrand 7 febbraio 1973 | Selection française | 3 – 6 | Nuova Zelanda XV | Stadio Marcel Michelin |